# Leonardo Henriques da Silva
Leonardo Henriques da Silva (Penápolis, 22 juli 1982), ook wel kortweg Leonardo genoemd, is een Braziliaans voetballer.

## Carrière
Leonardo speelde tussen 2002 en 2010 voor Guarani, Montedio Yamagata en Avaí. Hij tekende in 2011 bij Qingdao Jonoon.